# القنى
قرية القنى هي إحدى القرى التابعة لمركز مطوبس في محافظة كفر الشيخ في جمهورية مصر العربية. حسب إحصاءات سنة 2006، بلغ إجمالي السكان في القنى 6261 نسمة، منهم 3134 رجل و3127 امرأة.